# Eranos
Eranos este un grup de discuții intelectuale dedicat studiilor umaniste și religioase, precum și științele naturale, care s-a reunit anual la Moscia (Lago Maggiore), Collegio Papio și la Monte Verita din Ascona (Elveția) începând din 1933.
Acesta a fost, de asemenea, numele unui cerc de savanți de la Heidelberg (Germania), de la începutul secolului al XX-lea. Printre alții, Max Weber și Ernst Troeltsch au fost membri ai cercului Eranos din Heidelberg.
Numele cercului provine de la cuvântul din greaca veche ἔρανος ce înseamnă „un banchet la care fiecare oaspete își aduce propria contribuție, o cină fără gazdă”. Cercul a fost fondat la Moscia de Olga Froebe-Kapteyn în 1933, iar aceste conferințe au fost organizate de atunci anual pe proprietatea ei (aflată pe malul lacului Maggiore în apropiere de Ascona, Elveția). De peste șaptezeci de ani, acest eveniment a servit ca un punct de contact pentru gânditori din diferitele domenii ale cunoașterii, de la psihologie și religie comparată la istorie, critică literară și folclor, și oferă un cadru și un grup de discuție despre toate lucrurile spirituale. Fiecare conferință durează mai mult de opt zile, timp în care toți participanții mănâncă, dorm și locuiesc împreună, promovând astfel o camaraderie care favorizează o atmosferă de discuție liberă și deschisă. În fiecare an este abordată o nouă temă, iar fiecare savant participant susține o prelegere de două ore pe un subiect la alegere din cadrul temei - contribuția sa la „banchetul” de idei - încercarea de a-i atrage astfel pe acești gânditori în discuții intelectuale productive.

## Începuturi
Froebe-Kapteyn a fondat acest grup, la sugestia eminentului istoric religios german Rudolf Otto. Ea fondase anterior salonul literar „Table Ronde” (Masa rotundă), care i-a oferit o experiență de organizatoare a acestui tip de discuții informale. Într-adevăr, Eranos a fost interesat încă de la început de aceste probleme și prima sa temă, „Yoga și meditație în Est și Vest”, a fost într-adevăr un subiect de pionierat la începutul anilor 1930. Printre temele anterioare s-au numărat Cultele solare străvechi și Simbolismul luminii în gnoză și în creștinismul timpuriu (1943), Omul și pacea (1958), Creația și organizarea (1966) și Adevărul viselor (1995). În cursul timpului au susținut conferințe Heinrich Zimmer (artă religioasă indiană), Karl Kerényi (mitologie greacă), Mircea Eliade (istoria religiilor), Carl Jung și Erich Neumann (psihologie analitică), Alfons Rosenberg (simbolism), Gilles Quispel (studii gnostice), Gershom Scholem (misticism evreiesc), Henry Corbin (religie islamică), Adolf Portmann (biologie), Herbert Read (istoria artei), Max Knoll (fizică) și Joseph Campbell (mitologie comparată). Conferințele Eranos au dus la publicarea unui număr de cărți. Oricine poate asista la prelegeri după plata unei mici taxe.